# Estação Tatuapé
A Estação Tatuapé é uma estação que faz parte do sistema de trens metropolitanos da CPTM e do Metrô de São Paulo.
É integrada ao Shopping Metrô Tatuapé (ao lado sul da estação) e ao Shopping Metrô Boulevard Tatuapé (ao lado norte da estação). Está localizada no distrito homônimo do Tatuapé, dividida fisicamente entre as áreas 3 e 4 da capital paulista.

## História
O projeto da Estação Tatuapé foi iniciado em 1973, quando a Rede Ferroviária Federal (RFFSA) e a Companhia do Metropolitano de São Paulo entraram em acordo para a construção do trecho leste da Linha Leste–Oeste (atual Linha 3–Vermelha).
O primeiro projeto foi apresentado ao público em maio de 1975 e previa a integração das linhas do metrô e de subúrbios da RFFSA na Estação Tatuapé. As obras da Linha Leste–Oeste foram iniciadas em março de 1976, porém o primeiro decreto de desapropriação para a construção da futura Estação Tatuapé foi lançado apenas em junho daquele ano.
Apesar da assinatura de um memorando de entendimento entre a RFFSA e o Metrô em junho de 1977, as obras da Estação Tatuapé foram iniciadas pela construtora Beter S.A. apenas em 29 de abril de 1978.
Em 29 de abril de 1979, uma nova fase das obras foi lançada, quando um novo trecho da Radial Leste foi entregue, permitindo o início da construção do bloco principal da Estação Tatuapé, com uma área total construída de dezoito mil metros quadrados. Prometida para meados de 1980, a estação teve sua inauguração atrasada por problemas de verbas.
A Estação Tatuapé foi inaugurada pelo governador Paulo Maluf, utilizando-se de uma cadeira de rodas (apesar de a estação até então não contar com nenhum elevador — o primeiro seria implantado apenas em 1992), em 5 de novembro de 1981.

## Características
O trecho entre Belém e Tatuapé demandou a escavação de 313 346 metros cúbicos de solo, 7 713 metros de estacas do tipo "Franki", 4 675 metros cúbicos de concreto estrutural, 1 428 metros cúbicos de concreto pré-moldado, 155 327 metros cúbicos de reaterro e 1 021 metros de estaqueamento metálico.
Tatuapé é uma estação com mezanino de distribuição sobre plataformas central e laterais em superfície, estrutura em concreto aparente e cobertura espacial metálica treliçada. Possui acesso adaptado para pessoas com deficiência e mobilidade reduzida. Conta com uma área construída de 34 680 metros quadrados e possui uma capacidade de sessenta mil passageiros por hora nos horários de pico.

## Toponímia
Tatuapé é um termo tupi: tatu (tatu) e apé (caminho), expressão que significa caminho dos tatus.

## Integração CPTM, Metrô e SPTrans
A Estação Tatuapé da Linha 3–Vermelha do Metrô de São Paulo possui transferência tarifada com as estações das Linhas 11–Coral (Expresso Leste) e 12–Safira da CPTM em horários especiais. De segunda a sexta das 10h às 17h e das 20h às 24h, a integração é gratuita entre as três linhas, enquanto aos sábados, domingos e feriados, a integração é gratuita o dia todo.
Há também a possibilidade de se transferir para o sistema de ônibus da capital paulista, da SPTrans, através do Terminal de Ônibus Norte e do Terminal de Ônibus Sul, ambos anexos à estação, utilizando-se o Bilhete Único. Do Terminal Norte partem ônibus urbanos do serviço Airport Bus Service com destino direto ao Aeroporto Internacional de São Paulo/Guarulhos.

## CPTM

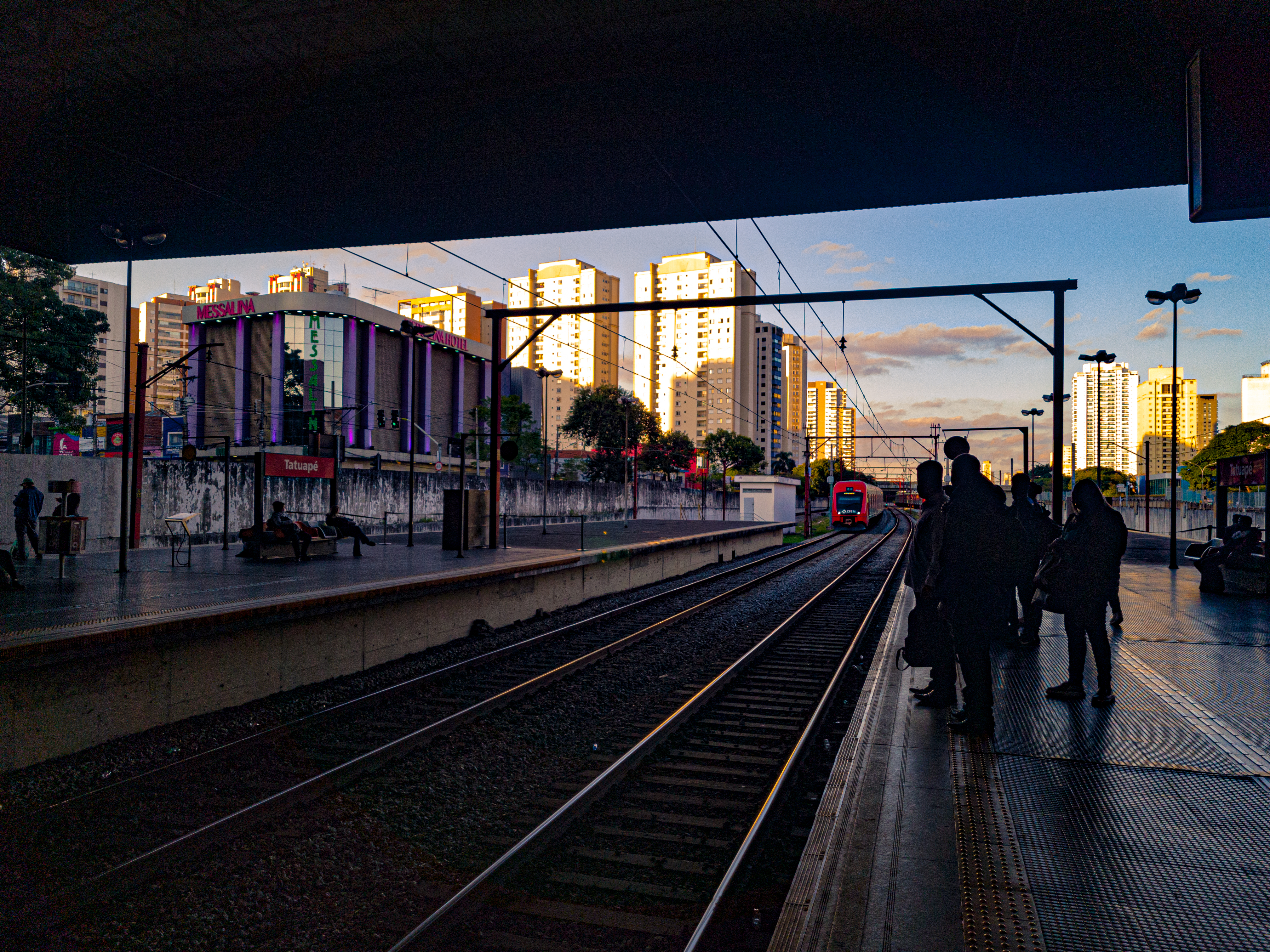
Plataformas da estação das Linhas 11 e 12 da CPTM

Estação das linhas 11–Coral e 12–Safira da CPTM.

### Tabela
| Sigla | Estação | Inauguração           | Integração                                                                           | Plataformas | Posição    | Notas                                      |
| ----- | ------- | --------------------- | ------------------------------------------------------------------------------------ | ----------- | ---------- | ------------------------------------------ |
| TAT   | Tatuapé | 5 de novembro de 1981 | Bilhete Único da SPTrans e Linha 3–Vermelha do Metrô (tarifada nos horários de pico) | Centrais    | Superfície | Estação construída pelo Metrô de São Paulo |

## Metrô de São Paulo

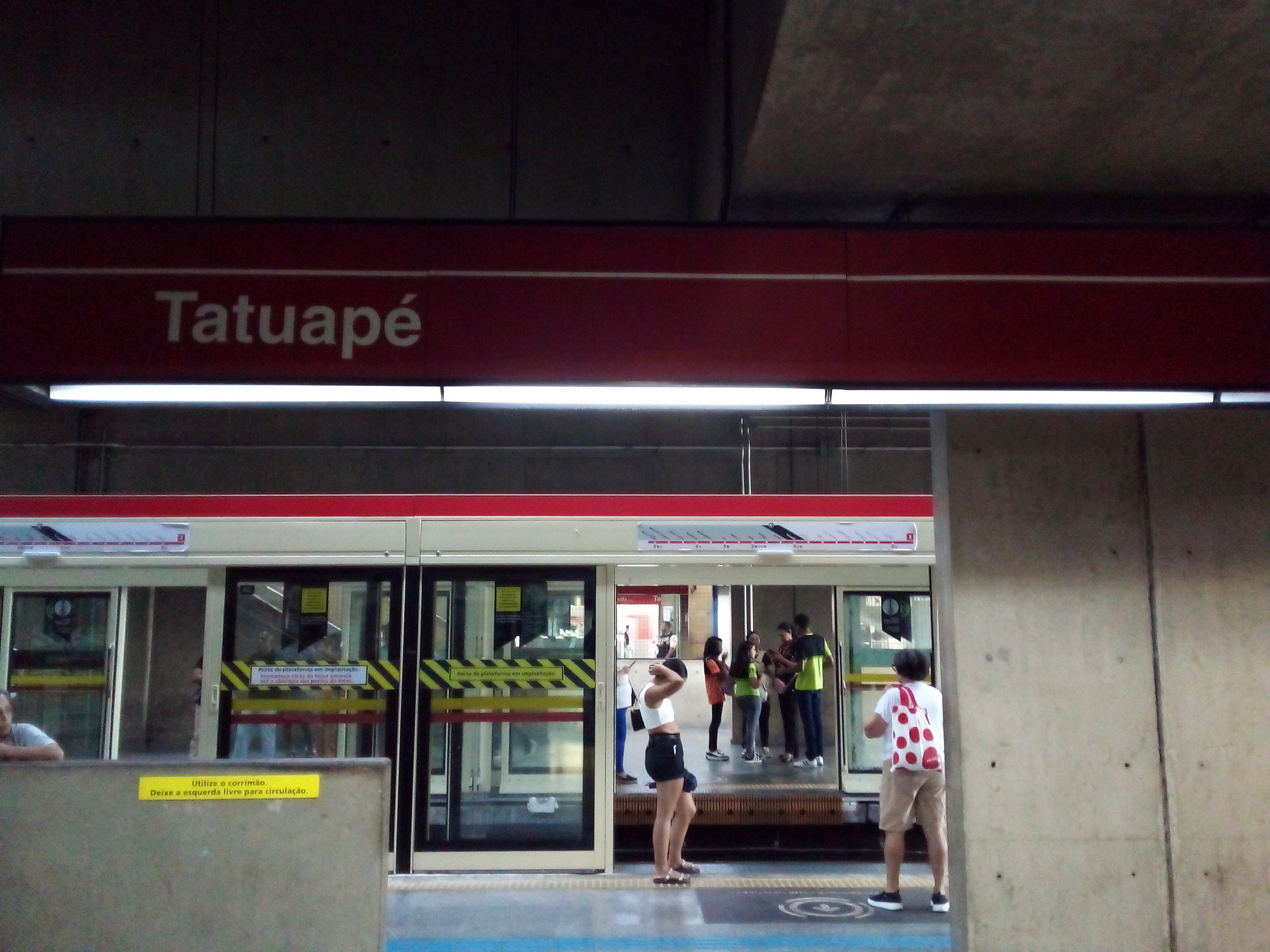
Plataformas da estação da Linha 3 do Metrô de São Paulo

Estação da Linha 3–Vermelha do Metrô de São Paulo. É uma estação com mezanino de distribuição sobre plataformas central e laterais em superfície, estrutura em concreto aparente e cobertura espacial metálica treliçada. Possui acesso adaptado para pessoas com deficiência e mobilidade reduzida. Conta com uma área construída de 34.680 m² e possui uma capacidade de 60.000 passageiros por hora/pico.

### Tabela
| Sigla | Estação | Inauguração           | Capacidade                   | Integração                                                                           | Plataformas        | Posição    | Notas                                                                  |
| ----- | ------- | --------------------- | ---------------------------- | ------------------------------------------------------------------------------------ | ------------------ | ---------- | ---------------------------------------------------------------------- |
| TAT   | Tatuapé | 5 de novembro de 1981 | 60 mil passageiros hora/pico | Linhas 11–Coral (Expresso Leste) e 12–Safira da CPTM (tarifada nos horários de pico) | Laterais e central | Superfície | Integrada ao Shopping Metrô Tatuapé e Shopping Metrô Boulevard Tatuapé |

## Obras de arte
- "Inter-Relação Entre o Campo e a Cidade", Aldemir Martins, Mural (1993), Cerâmica pintada (2,90 x 24,80 m), instalado no mezanino da estação do Metrô.[15]

## Shoppings
Para a construção da Estação Tatuapé foram desapropriadas diversas áreas, para a implantação de canteiros de obras. Após a abertura da estação, em 1981, essas áreas tornaram-se ociosas. Em 1997, a Companhia do Metropolitano de São Paulo desativou e alugou o edifício-garagem do lado sul da estação para a implantação do Shopping Metrô Tatuapé pela empresa AD Shopping — Agência de Desenvolvimento de Shopping Centers Ltda. 
Uma outra área, do lado norte da estação, foi alugada para a implantação do Shopping Metrô Boulevard Tatuapé, em 2007. Com a implantação dos shoppings, a Companhia do Metropolitano ampliou a receita não-tarifária da empresa.